# 猪口幸子
猪口 幸子（いのくち さちこ、1956年7月14日 - ）は、日本の政治家、医師。日本維新の会所属の衆議院議員（1期）。

## 来歴
埼玉県秩父市出身。埼玉県立熊谷女子高等学校卒業後、1982年、山形大学医学部卒業。同年、医師国家試験に合格し、順天堂大学医学部附属順天堂医院に勤務する。
1983年より、東京都葛飾区に居住し、1991年、同区に猪口医院を開業。順天堂大学医学部非常勤講師（1999年-2003年）、葛飾区医師会理事（2013年-2015年）なども務めた。
2017年、若狭勝衆議院議員が主催する政治塾「輝照塾」に参加。同年10月5日、第48回衆議院議員総選挙群馬5区に希望の党公認で立候補すると表明した。希望の党の第1次公認候補者の原案リストでは猪口は当初埼玉1区から出馬予定であったが、「党の事情」により地縁のない群馬5区に国替えになったと報じられた。同日、民進党群馬県連は衆院選に関し、希望の党や立憲民主党に移籍した民進党出身者は支援する一方、希望の党独自候補の猪口については「全く事前調整がなかった」として事実上支援しない方針を決定。5区ではすでに県連が推薦を決めていた社会民主党の新人を引き続き支援する方針を確認した。10月22日の投開票の結果、自由民主党前職の小渕優子に大差で敗れた。
2019年10月2日、国民民主党が次期衆院選東京17区に猪口を擁立すると発表。
2020年11月11日、日本維新の会東京17区支部長に就任。2021年10月31日投開票の第49回衆議院議員総選挙では、維新公認で立候補したが、自民党前職の平沢勝栄に敗れ落選。
2023年9月6日、日本維新の会東京17区支部長に再任。2024年10月27日投開票の第50回衆議院議員総選挙では、政治資金パーティー収入の裏金問題を受け自民党の公認を得られず無所属で立候補した平沢に再び敗れたが、比例東京ブロックで比例復活し、初当選した。同選挙では猪口が最後の当選者であった。

## 政策・主張
- 2017年衆院選では原発ゼロを掲げた[1]。
- 北朝鮮問題に関しては「対話も一つの選択肢」としている[1]。

## 人物
- 夫、長男、長女とも医師を務める[12]。
- 趣味は、ガーデニング、トレッキング、料理[2]。

## 選挙歴
| 当落 | 選挙                   | 執行日         | 年齢 | 選挙区       | 政党         | 得票数    | 得票率 | 定数 | 得票順位 /候補者数 | 政党内比例順位 /政党当選者数 |
| ---- | ---------------------- | -------------- | ---- | ------------ | ------------ | --------- | ------ | ---- | ------------------ | ---------------------------- |
| 落   | 第48回衆議院議員総選挙 | 2017年10月22日 | 61   | 群馬県第5区  | 希望の党     | 3万127票  | 17.88% | 1    | 2/4                | 27/4                         |
| 落   | 第49回衆議院議員総選挙 | 2021年10月31日 | 65   | 東京都第17区 | 日本維新の会 | 5万2260票 | 21.95% | 1    | 2/4                | 9/2                          |
| 比当 | 第50回衆議院議員総選挙 | 2024年10月27日 | 68   | 東京都第17区 | 日本維新の会 | 4万2420票 | 22.87% | 1    | 3/4                | 2/2                          |